# Abos
Pour les articles homonymes, voir Abos.
Abos est une commune française, située dans le département des Pyrénées-Atlantiques en région Nouvelle-Aquitaine.

## Géographie

### Localisation et communes limitrophes
La commune d'Abos se trouve dans le département des Pyrénées-Atlantiques, en région Nouvelle-Aquitaine.
Elle se situe à 20 km par la route de Pau, préfecture du département, et à 7 km de Mourenx, bureau centralisateur du canton du Cœur de Béarn dont dépend la commune depuis 2015 pour les élections départementales.
La commune fait en outre partie du bassin de vie de Mourenx La commune fait en outre partie du bassin de vie
Les communes les plus proches sont : 
Bésingrand (1,6 km), Tarsacq (2,0 km), Pardies (2,1 km), Labastide-Cézéracq (2,9 km), Noguères (3,0 km), Parbayse (3,9 km), Mourenx (4,3 km), Lahourcade (4,4 km).
Sur le plan historique et culturel, Abos fait partie de la province du Béarn, qui fut également un État et qui présente une unité historique et culturelle à laquelle s’oppose une diversité frappante de paysages au relief tourmenté.

### Communes limitrophes
Les communes limitrophes sont  Arbus, Bésingrand, Labastide-Cézéracq, Parbayse, Pardies et Tarsacq.
|         | Bésingrand | Labastide-Cézéracq |
| Pardies | Abos       | Tarsacq            |
|         | Parbayse   | Arbus              |

### Hydrographie
Situées dans le bassin versant de l'Adour, les terres de la commune sont arrosées par le gave de Pau et ses affluents, la Baïse de Lasseube (et par son tributaire, l'ancien canal du moulin, lui-même alimenté par le ruisseau le Arrious) et la Juscle.

### Climat
Pour des articles plus généraux, voir Climat de la Nouvelle-Aquitaine et Climat des Pyrénées-Atlantiques.
Historiquement, la commune est exposée à un climat de montagne.  
En 2020, Météo-France publie une typologie des climats de la France métropolitaine dans laquelle la commune est toujours exposée à un climat de montagne et est dans la région climatique Pyrénées atlantiques, caractérisée par une pluviométrie élevée (>1 200 mm/an) en toutes saisons, des hivers très doux (7,5 °C en plaine) et des vents faibles.
Pour la période 1971-2000, la température annuelle moyenne est de 13,5 °C, avec une amplitude thermique annuelle de 13,9 °C. Le cumul annuel moyen de précipitations est de 1 225 mm, avec 11,6 jours de précipitations en janvier et 8,5 jours en juillet. Pour la période 1991-2020, la température moyenne annuelle observée sur la station météorologique la plus proche, située sur la commune de Monein à 4 km à vol d'oiseau, est de 14,2 °C et le cumul annuel moyen de précipitations est de 1 228,6 mm,. Pour l'avenir, les paramètres climatiques de la commune estimés pour 2050 selon différents scénarios d’émission de gaz à effet de serre sont consultables sur un site dédié publié par Météo-France en novembre 2022.

### Milieux naturels et biodiversité

#### Réseau Natura 2000
Le réseau Natura 2000 est un réseau écologique européen de sites naturels d'intérêt écologique élaboré à partir des Directives « Habitats » et « Oiseaux », constitué de zones spéciales de conservation (ZSC) et de zones de protection spéciale (ZPS).
Un site Natura 2000 a été défini sur la commune au titre de la « directive Habitats », : 
- le « gave de Pau », d'une superficie de 8 194 ha, un vaste réseau hydrographique avec un système de saligues[Note 4] encore vivace[17].

et un  au titre de la « directive Oiseaux », : 
- le « barrage d'Artix et saligue du gave de  Pau », d'une superficie de 3 360 ha, une vaste zone allongée bordant les saligues du gave[Note 4], et incluant des terres agricoles et urbaines en amont d'un barrage[18].

#### Zones naturelles d'intérêt écologique, faunistique et floristique
L’inventaire des zones naturelles d'intérêt écologique, faunistique et floristique (ZNIEFF) a pour objectif de réaliser une couverture des zones les plus intéressantes sur le plan écologique, essentiellement dans la perspective d’améliorer la connaissance du patrimoine naturel national et de fournir aux différents décideurs un outil d’aide à la prise en compte de l’environnement dans l’aménagement du territoire.
Une ZNIEFF de type 1 est recensée sur la commune, : 
le « lac d'Artix et les saligues aval du gave de  pau » (779,72 ha), couvrant 12 communes du département.
et deux ZNIEFF de type 2,, : 
- les « coteaux et vallées "bocagères" du Jurançonnais » (20 986,16 ha), couvrant 23 communes du département[21] ;
- le « réseau hydrographique du gave de  Pau et ses annexes hydrauliques » (3 000,84 ha), couvrant 71 communes dont 10 dans les Landes, 59 dans les Pyrénées-Atlantiques et 2 dans les Hautes-Pyrénées[22].

## Urbanisme

### Typologie
Au 1er janvier 2024, Abos est catégorisée commune rurale à habitat dispersé, selon la nouvelle grille communale de densité à sept niveaux définie par l'Insee en 2022.
Elle est située hors unité urbaine. Par ailleurs la commune fait partie de l'aire d'attraction de Pau, dont elle est une commune de la couronne,. Cette aire, qui regroupe 227 communes, est catégorisée dans les aires de 200 000 à moins de 700 000 habitants,.

### Occupation des sols

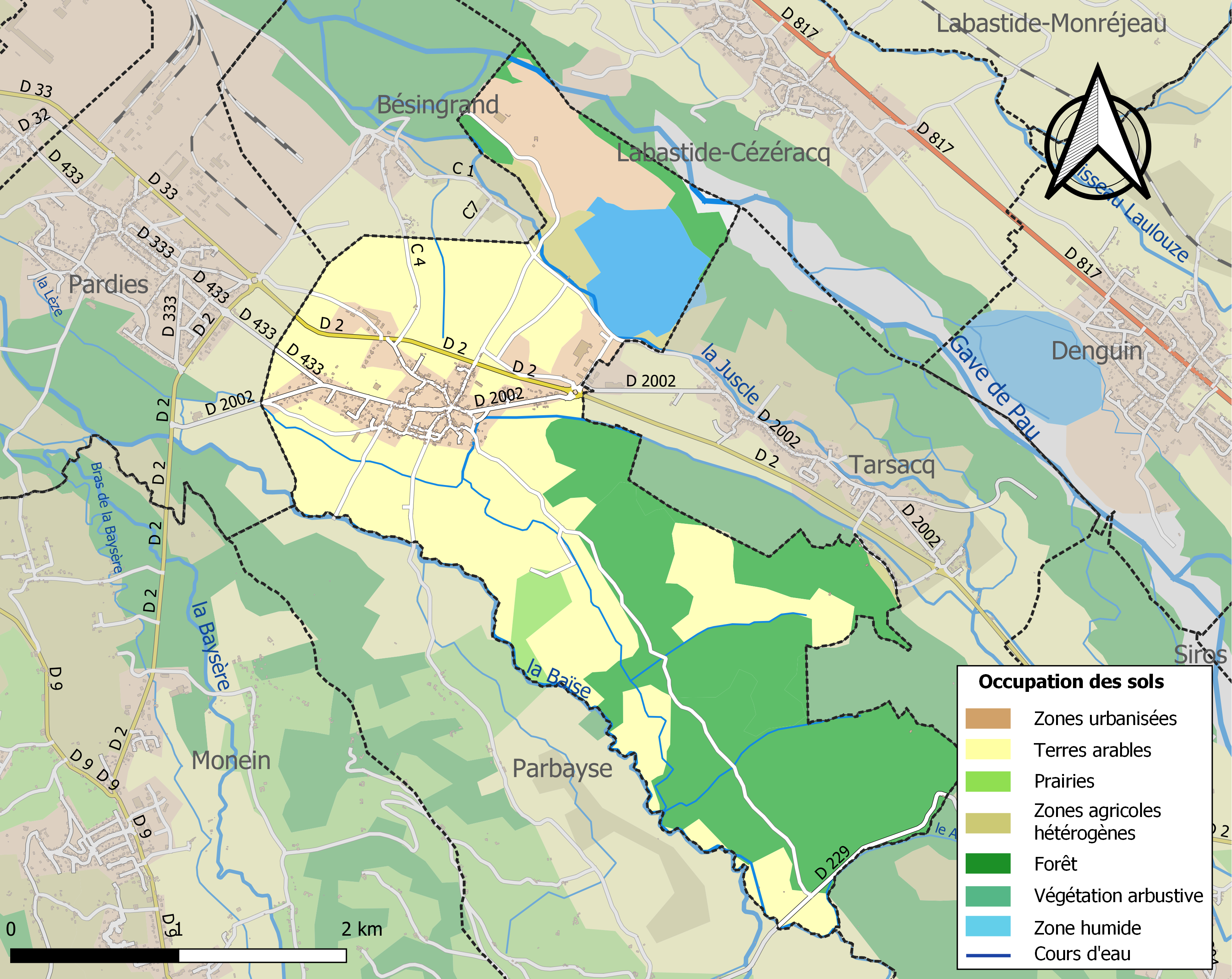
Carte des infrastructures et de l'occupation des sols de la commune en 2018 (CLC).

L'occupation des sols de la commune, telle qu'elle ressort de la base de données européenne d’occupation biophysique des sols Corine Land Cover (CLC), est marquée par l'importance des territoires agricoles (44,6 % en 2018), en diminution par rapport à 1990 (49,7 %). La répartition détaillée en 2018 est la suivante : 
terres arables (40,8 %), forêts (35,4 %), zones urbanisées (5,9 %), mines, décharges et chantiers (5,9 %), eaux continentales (5,3 %), zones industrielles ou commerciales et réseaux de communication (2,6 %), zones agricoles hétérogènes (2,2 %), prairies (1,6 %), espaces ouverts, sans ou avec peu de végétation (0,3 %). L'évolution de l’occupation des sols de la commune et de ses infrastructures peut être observée sur les différentes représentations cartographiques du territoire : la carte de Cassini (XVIIIe siècle), la carte d'état-major (1820-1866) et les cartes ou photos aériennes de l'IGN pour la période actuelle (1950 à aujourd'hui).

### Lieux-dits et hameaux
- Bagnères[6]
- Cap-de-Castel[27]
- Château d’Abos[6],[27]
- Idernes[6],[27]
- Le Moulin d’en Bas[6]
- Le Moulin d’en Haut[6]
- Peyré[6]
- Saint-Jean[27]

### Voies de communication et transports
La commune est desservie par les routes départementales D 2, D 433 et D 2002 et reliée aux communes du département par le réseau interurbain des Pyrénées-Atlantiques.

### Risques majeurs
Le territoire de la commune d'Abos est vulnérable à différents aléas naturels : météorologiques (tempête, orage, neige, grand froid, canicule ou sécheresse), inondations et séisme (sismicité moyenne). Il est également exposé à deux risques technologiques, le transport de matières dangereuses et  le risque industriel, et à un risque particulier : le risque de radon. Un site publié par le BRGM permet d'évaluer simplement et rapidement les risques d'un bien localisé soit par son adresse soit par le numéro de sa parcelle.

#### Risques naturels
La commune fait partie du territoire à risques importants d'inondation (TRI) de Pau, regroupant 34 communes concernées par un risque de débordement du gave de Pau, un des 18 TRI qui ont été arrêtés fin 2012 sur le bassin Adour-Garonne. Les événements antérieurs à 2014 les plus significatifs sont les crues de 1800, crue la plus importante enregistrée à Orthez (H = 15,42 m au pont d'Orthez), du 23 juin 1875, exceptionnelle par son ampleur géographique, des 27 et 28 octobre 1937, la plus grosse crue enregistrée à Lourdes depuis 1875, du 3 février 1952, du 27 janvier 1972 (10,46 m à Orthez pour Q = 725 m3/s), du 28 novembre 1974, du 1er juin 1978 (3,40 m à Rieulhès pour Q = 504 m3/s) et du 19 juin 2013. Des cartes des surfaces inondables ont été établies pour trois scénarios : fréquent (crue de temps de retour de 10 ans à 30 ans), moyen (temps de retour de 100 ans à 300 ans) et extrême (temps de retour de l'ordre de 1 000 ans, qui met en défaut tout système de protection). La commune a été reconnue en état de catastrophe naturelle au titre des dommages causés par les inondations et coulées de boue survenues en 1982, 1983, 1993, 2009 et 2018,.

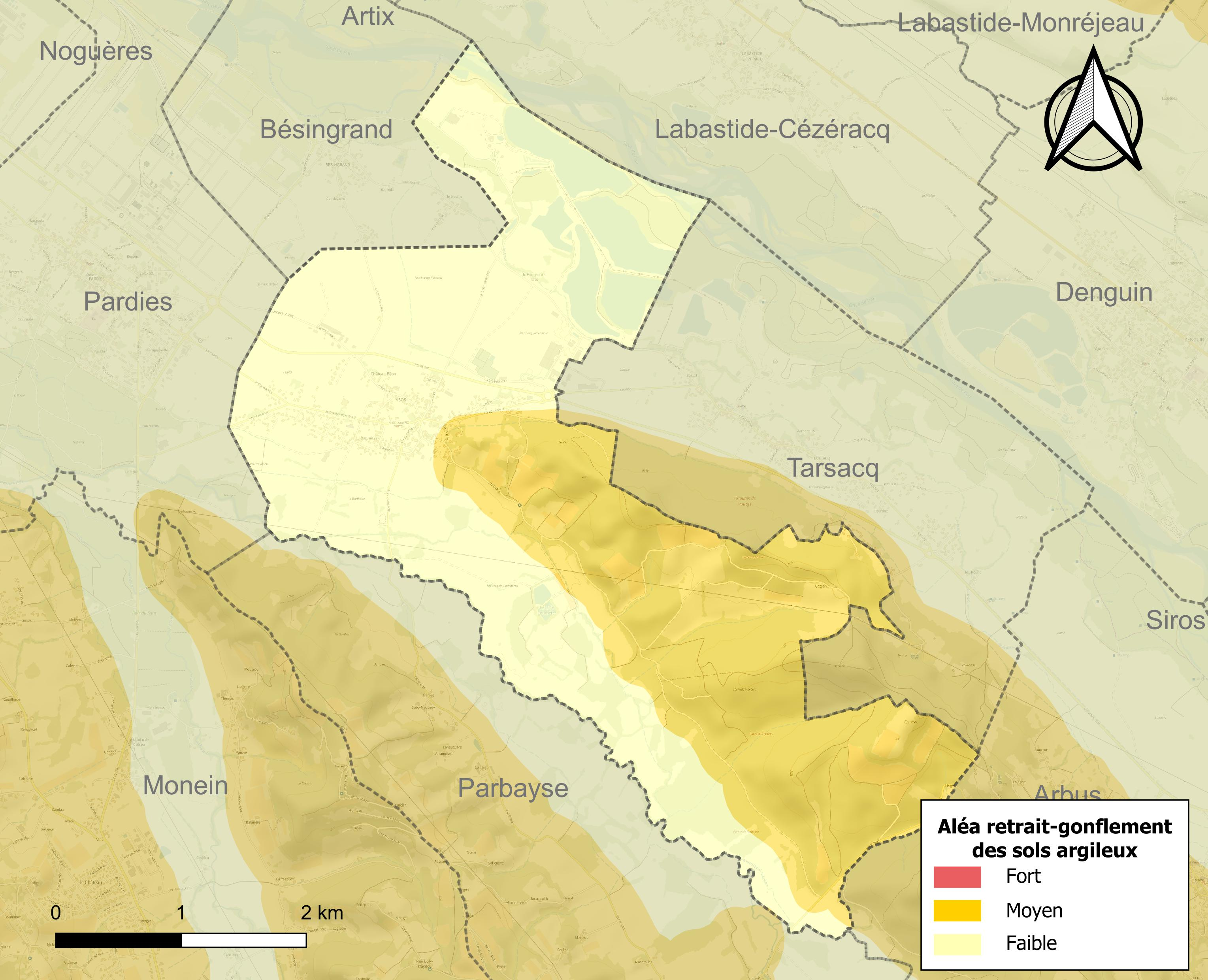
Carte des zones d'aléa retrait-gonflement des sols argileux d'Abos.

Le retrait-gonflement des sols argileux est susceptible d'engendrer des dommages importants aux bâtiments en cas d’alternance de périodes de sécheresse et de pluie. 40,9 % de la superficie communale est en aléa moyen ou fort (59 % au niveau départemental et 48,5 % au niveau national). Depuis le 1er octobre 2020, en application de la loi ELAN, différentes contraintes s'imposent aux vendeurs, maîtres d'ouvrages ou constructeurs de biens situés dans une zone classée en aléa moyen ou fort,.

#### Risque technologique
La commune est exposée au risque industriel, car elle est dans le périmètre des plans de prévention des risques technologiques (PPRT) de la plateforme industrielle de Pardies, autour des établissements Yara et Alfi, approuvé le 15 avril 2015, et de Mourenx autour de la plate-forme Sobegi et Arysta, approuvé le 14 juin 2012, des entreprises soumises à la directive européenne SEVESO classées seuil haut,,.

#### Risque particulier
Dans plusieurs parties du territoire national, le radon, accumulé dans certains logements ou autres locaux, peut constituer une source significative d’exposition de la population aux rayonnements ionisants. Selon la classification de 2018, la commune d'Abos est classée en zone 2, à savoir zone à potentiel radon faible mais sur lesquelles des facteurs géologiques particuliers peuvent faciliter le transfert du radon vers les bâtiments.

## Toponymie
Le toponyme Abos est mentionné en 1116 et en 1234 (Pierre de Marca) ainsi qu'au XIIIe siècle (fors de Béarn), et apparaît sous les formes Abossio (XIe – XIVe siècle, Anciens Fors),
Abossium (1345, notaires de Pardies), 
Abos (1385, censier de Béarn), 
Abous (1538, réformation de Béarn) et  
Abos (vers 1630, Pierre de Marca et XVIIIe siècle, carte de Cassini).
Il peut y avoir différentes explications étymologiques, la plus probable selon Michel Grosclaude étant un nom de domaine basé sur l'anthroponyme latin Avus avec le suffixe aquitain -os (pré-celtique).
Signification possible du toponyme : le « domaine d' Avus ».
Aubrun est une ferme d’Abos, dont il est fait mention en 1538 (la boyrie aperade d’Aubrun, réformation de Béarn) ainsi qu’en 1863, dans le dictionnaire topographique Béarn-Pays basque.
Cap-de-Castel est un hameau d’Abos, mentionné par le dictionnaire de 1863.
Paul Raymond indique en 1863 que le château d’Abos, ou Castet-d’Abos, était vassal de la vicomté de Béarn.
Donadon était un fief relevant de la vicomté de Béarn, mentionné en 1538 (réformation de Béarn).
Idernes, fief vassal de la vicomté de Béarn, apparaît sous les formes Ydernas et Ydernes (respectivement 1538 et 1546, réformation de Béarn).
Maucos était un fief d’Abos, cité sous la graphie l’ostau de Maucoo en 1385 dans le censier de Béarn. Ce fief ressortait au bailliage de Lagor et Pardies et était vassal de la vicomté de Béarn, tout comme Saint-Jean, autre fief d’Abos, également mentionné en 1385 (censier de Béarn) sous la forme L’ostau de Sent-Johan d’Abos.
Saint-Laurent, hameau et fief d’Abos, relevant de la vicomté de Béarn et ressortant du bailliage de Lagor et Pardies, est mentionné sous  les formes 
Sent-Laurentz d’Abos (1343, notaires de Pardies) et 
la maison noble de Saint-Laurens d’Abos (1674, réformation de Béarn).

## Histoire
Paul Raymond note que la commune comptait une abbaye laïque, vassale de la vicomté de Béarn et qu'en 1385, Abos dépendait du bailliage de Lagos et Pardies, dénombrant quarante-neuf feux.
Le seigneur d'Abos avait le premier rang après les barons (premier ruffebaron) de Béarn. Elle fut érigée en marquisat en 1718.

## Politique et administration

### Situation administrative
Abos a fait partie de l'arrondissement d'Oloron-Sainte-Marie jusqu'au 30 décembre 2016. À cette date, elle appartient désormais à celui de Pau.

### Liste des maires
| Période | Période  | Identité             | Étiquette | Qualité |
| ------- | -------- | -------------------- | --------- | ------- |
| 1995    | 2008     | Jean-Marie Cazalère  |           |         |
| 2008    | En cours | Jean-Pierre Cazalère | DVD       | Ouvrier |

### Intercommunalité
La commune fait partie de sept structures intercommunales :
- la communauté de communes de Lacq-Orthez ;
- le SIVU pour l'aménagement et la gestion des cours d'eau du bassin des baïses ;
- le syndicat d’énergie des Pyrénées-Atlantiques ;
- le syndicat intercommunal d’eau et d'assainissement Gave et Baïse ;
- le syndicat intercommunal de défense contre les inondations du gave de Pau ;
- le syndicat intercommunal de gestion forestière de Gave - Baïse ;
- le syndicat intercommunal de regroupement pédagogique d'Abos et de Tarsacq.

La commune accueille le siège du syndicat intercommunal de gestion forestière de Gave - Baïse ainsi que celui du syndicat intercommunal de regroupement pédagogique d'Abos et de Tarsacq.

### Jumelages
Au 15 février 2012, Abos est jumelée avec :
- Windberg (Allemagne) depuis 1982.

### Tendances politiques et résultats
Lors des élections européennes de 2019, le taux de participation d’Abos est supérieur à la moyenne (63,56% contre 50,12 % au niveau national). La liste de la République en Marche arrive en tête avec 24,63% des suffrages. La liste du Rassemblement national obtient 21,32% des voix. La liste du Parti Socialiste réalise un score de 12,13% des votes. La liste d’Europe Écologie Les Verts fait un score de 11,40% des suffrages. La liste des Républicains obtient 10,79% des voix. Les autres listes obtiennent des scores inférieurs à 5%.
Le résultat de l'élection présidentielle de 2012 dans cette commune est le suivant :
| Candidat       | Candidat                    | Premier tour | Premier tour | Second tour | Second tour |
| Candidat       | Candidat                    | Voix         | %            | Voix        | %           |
| -------------- | --------------------------- | ------------ | ------------ | ----------- | ----------- |
|                | Eva Joly (EÉLV)             | 8            | 1,97         |             |             |
|                | Marine Le Pen (FN)          | 52           | 12,81        |             |             |
|                | Nicolas Sarkozy (UMP)       | 70           | 17,24        | 161         | 42,71       |
|                | Jean-Luc Mélenchon (FG)     | 44           | 10,84        |             |             |
|                | Philippe Poutou (NPA)       | 6            | 1,48         |             |             |
|                | Nathalie Arthaud (LO)       | 0            | 0,00         |             |             |
|                | Jacques Cheminade (SP)      | 0            | 0,00         |             |             |
|                | François Bayrou (MoDem)     | 95           | 23,40        |             |             |
|                | Nicolas Dupont-Aignan (DLR) | 9            | 2,22         |             |             |
|                | François Hollande (PS)      | 122          | 30,05        | 216         | 57,29       |
|                |                             |              |              |             |             |
| Inscrits       | Inscrits                    | 463          | 100,00       | 463         | 100,00      |
| Abstentions    | Abstentions                 | 52           | 11,23        | 57          | 12,31       |
| Votants        | Votants                     | 411          | 88,77        | 406         | 87,69       |
| Blancs et nuls | Blancs et nuls              | 5            | 1,22         | 29          | 7,14        |
| Exprimés       | Exprimés                    | 406          | 98,78        | 377         | 92,86       |

Le résultat de l'élection présidentielle de 2017 dans cette commune est le suivant :
| Candidat    | Candidat                    | Premier tour | Premier tour | Deuxième tour | Deuxième tour |  |
| Candidat    | Candidat                    | %            | Voix         | %             | Voix          |  |
| ----------- | --------------------------- | ------------ | ------------ | ------------- | ------------- |  |
|             | Nicolas Dupont-Aignan (DLF) | 2,28         | 9            |               |               |  |
|             | Marine Le Pen (FN)          | 19,24        | 76           | 31,22         | 113           |  |
|             | Emmanuel Macron (EM)        | 32,15        | 127          | 68,78         | 249           |  |
|             | Benoît Hamon (PS)           | 6,08         | 24           |               |               |  |
|             | Nathalie Arthaud (LO)       | 0,25         | 1            |               |               |  |
|             | Philippe Poutou (NPA)       | 1,77         | 7            |               |               |  |
|             | Jacques Cheminade (SP)      | 0,25         | 1            |               |               |  |
|             | Jean Lassalle (RES)         | 8,86         | 35           |               |               |  |
|             | Jean-Luc Mélenchon (LFI)    | 14,94        | 59           |               |               |  |
|             | François Asselineau (UPR)   | 0,51         | 2            |               |               |  |
|             | François Fillon (LR)        | 13,67        | 54           |               |               |  |
|             |                             |              |              |               |               |  |
| Inscrits    | Inscrits                    | 462          | 100,00       | 462           | 100,00        |  |
| Abstentions | Abstentions                 | 50           | 10,82        | 50            | 10,82         |  |
| Votants     | Votants                     | 412          | 89,18        | 412           | 89,18         |  |
| Blancs      | Blancs                      | 11           | 2,68         | 35            | 8,50          |  |
| Nuls        | Nuls                        | 6            | 1,46         | 15            | 3,64          |  |
| Exprimés    | Exprimés                    | 395          | 95,87        | 362           | 87,86         |  |

## Population et société

### Démographie
Le gentilé est Abosiens.
L'évolution du nombre d'habitants est connue à travers les recensements de la population effectués dans la commune depuis 1793. Pour les communes de moins de 10 000 habitants, une enquête de recensement portant sur toute la population est réalisée tous les cinq ans, les populations de référence des années intermédiaires étant quant à elles estimées par interpolation ou extrapolation. Pour la commune, le premier recensement exhaustif entrant dans le cadre du nouveau dispositif a été réalisé en 2006.

En 2022, la commune comptait 522 habitants, en évolution de −3,15 % par rapport à 2016 (Pyrénées-Atlantiques : +3,78 %, France hors Mayotte : +2,11 %).
| 1793 | 1800 | 1806 | 1821 | 1831 | 1836 | 1841 | 1846 | 1851 |
| ---- | ---- | ---- | ---- | ---- | ---- | ---- | ---- | ---- |
| 573  | 520  | 500  | 599  | 607  | 590  | 586  | 567  | 512  |

| 1856 | 1861 | 1866 | 1872 | 1876 | 1881 | 1886 | 1891 | 1896 |
| ---- | ---- | ---- | ---- | ---- | ---- | ---- | ---- | ---- |
| 507  | 459  | 484  | 478  | 468  | 445  | 432  | 411  | 397  |

| 1901 | 1906 | 1911 | 1921 | 1926 | 1931 | 1936 | 1946 | 1954 |
| ---- | ---- | ---- | ---- | ---- | ---- | ---- | ---- | ---- |
| 401  | 412  | 386  | 360  | 346  | 328  | 319  | 339  | 371  |

| 1962 | 1968 | 1975 | 1982 | 1990 | 1999 | 2006 | 2011 | 2016 |
| ---- | ---- | ---- | ---- | ---- | ---- | ---- | ---- | ---- |
| 432  | 479  | 462  | 467  | 479  | 481  | 467  | 492  | 539  |

| 2021 | 2022 | - | - | - | - | - | - | - |
| ---- | ---- | - | - | - | - | - | - | - |
| 529  | 522  | - | - | - | - | - | - | - |

## Économie
La commune fait partie des zones AOC du vignoble du Jurançon et du Béarn.
L'activité est principalement agricole (élevage et maïs).
La commune fait partiellement partie de la zone d'appellation de l'ossau-iraty.
Le classement 2006 de l'Insee, indiquant le revenu fiscal médian par ménage, pour chaque commune de plus de 50 ménages (30 687 communes parmi les 36 681 communes recensées), classe Abos au rang 7 513, pour un revenu de 18 000 €.

## Culture locale et patrimoine

### Lieux et monuments

#### Patrimoine civil
- L'abbaye laïque : datant probablement du XVIe siècle, elle fait partie des douze sites de la Nouvelle-Aquitaine retenus pour bénéficier de l'aide du Loto du patrimoine en 2020[58] et à ce titre va recevoir 141 000 euros de la part de la Mission Patrimoine de Stéphane Bern[59].
- Le château d'Abos.

#### Patrimoine religieux
- L'église Saint-Jean-Baptiste d'Abos date du XIXe siècle[60]. L'édifice est référencé dans la base Mérimée et à l'Inventaire général Région Nouvelle-Aquitaine[60]. L'église est dédiée à saint Jean le Baptiste.

### Personnalités liées à la commune
- Didier Courrèges est un cavalier français, ancien cavalier de concours complet (CCE) de haut niveau et membre du Cadre noir des instructeurs de l'École nationale d'équitation de Saumur. Il est désormais installé à Abos[réf. nécessaire].
- Charles de Bordeu (1857-1926) : écrivain, poète.

### Héraldique
| Blason | Blasonnement : Écartelé en sautoir, au premier de sinople à la cheminée d'or fumant d'argent, accostée à dextre d'une usine du même, au deuxième de gueules à l'épi de maïs d'or feuillé de sinople, au troisième de gueules à la grappe de raisin d'or feuillée de sinople et au quatrième de sinople à l'église d'argent soutenue de deux vaches affrontées d'or. |

## Pour approfondir